# سپنگوو (استان ماسوویان)
سپنگوو (به لهستانی:  Sypniewo) یک روستا در لهستان است که در گمینا سپنگوو واقع شده‌است. سپنگوو ۴۸۰ نفر جمعیت دارد.